# يونيس (مدينة)

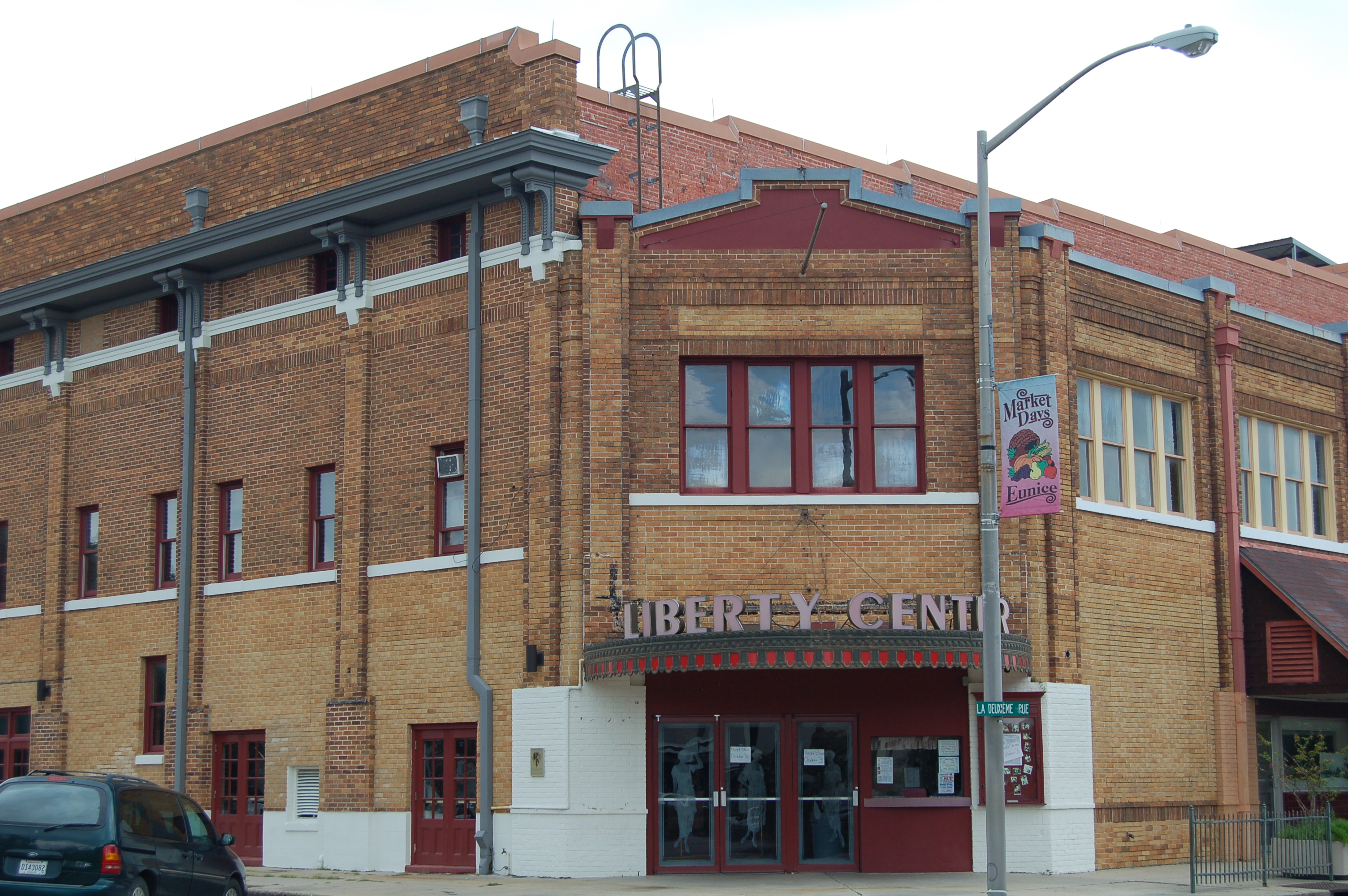

يونيس (بالإنجليزية: Eunice)‏ هي مدينة تقع بين أبرشيات بين أبرشيات أكاديا وإفانجيلين وسانت لاندري في ولاية لويزيانا الأمريكية. بلغ عدد السكان 10,398 نسمة في تعداد عام 2010، بانخفاض نسبته 1,101 نسمة، أو 9.5 بالمئة، من تعداد عام 2000 البالغ نسمة 11,499. ما يقرب من ثلث سكان يونيس هم الأميركيين الأفارقة.
الجزء الموجود في أبرشية سانت لاندري هي جزء من منطقة ميكروبوليتن أوبلوساس-يونيس العمرانية الإحصائية، في حين أن الجزء الموجود في أبرشية أكاديا هو جزء من منطقة كراولي العمرانية الإحصائية.

## التركيبة السكانية
حدّد مكتب تعداد الولايات المتحدة بيانات التركيبة السكانية ليونيس في تعداد الولايات المتحدة. في ما يلي، التركيبة السكانية حسب تعدادي 2000 و2010.

### تعداد عام 2000
بلغ عدد سكان يونيس 11,499 نسمة بحسب تعداد عام 2000، وبلغ عدد الأسر 4,316 أسرة وعدد العائلات 2,985 عائلة مقيمة في المدينة. في حين سجلت الكثافة السكانية 863.9 نسمة لكل كيلومتر مربع (2,237.5/ميل2). وبلغ عدد الوحدات السكنية 4,675 وحدة بمتوسط كثافة قدره 351.2 لكل كيلومتر مربع (909.6/ميل2).
وتوزع التركيب العرقي للمدينة بنسبة 68.76% من البيض و29.91% من الأمريكيين الأفارقة و0.11% من الأمريكيين الأصليين و0.21% من الأمريكيين ذوي الأصول الآسيوية و0.02% من سكان جزر المحيط الهادئ و0.34% من الأعراق الأخرى و0.65% من عرقين مختلطين أو أكثر و1.11% من الهسبانيون أو اللاتينيون من أي عرق.
بلغ عدد الأسر 4,316 أسرة كانت نسبة 39.1% منها لديها أطفال تحت سن الثامنة عشر تعيش معهم، وبلغت نسبة الأزواج القاطنين مع بعضهم البعض 47% من أصل المجموع الكلي للأسر، ونسبة 17.5% من الأسر كان لديها معيلات من الإناث دون وجود شريك، بينما كانت نسبة 4.6% من الأسر لديها معيلون من الذكور دون وجود شريكة وكانت نسبة 30.8% من غير العائلات. تألفت نسبة 27.4% من أصل جميع الأسر من عدة أفراد يعيشون في نفس المنزل ونسبة 12.3% كانت تتألف من شخص يعيش بمفرده يبلغ من العمر 65 عاماً أو أكثر. وبلغ متوسط حجم الأسرة المعيشية 2.59، أما متوسط حجم العائلات فبلغ 3.18.
بلغ العمر الوسطي للسكان 34.6 عاماً. وكانت نسبة 29.5% من القاطنين تحت سن الثامنة عشر، وكانت نسبة 9.9% بين الثامنة عشر والرابعة والعشرين عاماً، ونسبة 23.7% كانت واقعةً في الفئة العمرية ما بين الخامسة والعشرين والرابعة والأربعين عاماً، ونسبة 20.5% كانت ما بين الخامسة والأربعين والرابعة والستين، ونسبة 13.8% كانت ضمن فئة الخامسة والستين عاماً فما فوق. يوجد لكل 100 أنثى 89.4 ذكر، ويوجد لكل 100 أنثى في الثامنة عشر من عمرها فما فوق 83.1 ذكر.
بلغ متوسط دخل الأسرة في المدينة 21,372 دولارًا، أما متوسط دخل العائلة فبلغ 27,173 دولارًا. وكان متوسط دخل الذكور 29,500 دولارًا مقابل 18,912 دولارًا للإناث. وسجل دخل الفرد الخاص بالمدينة 11,937 دولارًا. وكانت نسبة 26.5% من العائلات ونسبة 31.4% من السكان تحت خط الفقر، وكان من هؤلاء نسبة 42.3% تحت سن الثامنة عشر ونسبة 20.6% في الخامسة والستين من العمر وما فوق.

### تعداد عام 2010
بلغ عدد سكان يونيس 10,398 نسمة بحسب تعداد عام 2010، وبلغ عدد الأسر 4,146 أسرة وعدد العائلات 2,655 عائلة مقيمة في المدينة. في حين سجلت الكثافة السكانية 781.2 نسمة لكل كيلومتر مربع (2,023.3/ميل2). وبلغ عدد الوحدات السكنية 4,578 وحدة بمتوسط كثافة قدره 344 لكل كيلومتر مربع (891.0/ميل2).
وتوزع التركيب العرقي للمدينة بنسبة 64.09% من البيض و32.63% من الأمريكيين الأفارقة و0.25% من الأمريكيين الأصليين و0.59% من الأمريكيين ذوي الأصول الآسيوية و1.13% من الأعراق الأخرى و1.32% من عرقين مختلطين أو أكثر و2.31% من الهسبانيون أو اللاتينيون من أي عرق.
بلغ عدد الأسر 4,146 أسرة كانت نسبة 34.1% منها لديها أطفال تحت سن الثامنة عشر تعيش معهم، وبلغت نسبة الأزواج القاطنين مع بعضهم البعض 37.9% من أصل المجموع الكلي للأسر، ونسبة 21.4% من الأسر كان لديها معيلات من الإناث دون وجود شريك، بينما كانت نسبة 4.7% من الأسر لديها معيلون من الذكور دون وجود شريكة وكانت نسبة 36% من غير العائلات. تألفت نسبة 30.5% من أصل جميع الأسر من عدة أفراد يعيشون في نفس المنزل ونسبة 12.7% كانت تتألف من شخص يعيش بمفرده يبلغ من العمر 65 عاماً أو أكثر. وبلغ متوسط حجم الأسرة المعيشية 2.47، أما متوسط حجم العائلات فبلغ 3.08.
بلغ العمر الوسطي للسكان 34.7 عاماً. وكانت نسبة 26.4% من القاطنين تحت سن الثامنة عشر، وكانت نسبة 10.6% بين الثامنة عشر والرابعة والعشرين عاماً، ونسبة 23.4% كانت واقعةً في الفئة العمرية ما بين الخامسة والعشرين والرابعة والأربعين عاماً، ونسبة 24.3% كانت ما بين الخامسة والأربعين والرابعة والستين، ونسبة 15.3% كانت ضمن فئة الخامسة والستين عاماً فما فوق. وتوزع التركيب الجنسي للسكان بنسبة 45.5% ذكور و54.5% إناث.

## أعلام
- روي إل. جونسون
- لاري نيد
- ستيوارت تورنر
- كورا كيلي وارد
- تومي ماكليلاند